# 博赫丹·濟扎
博赫丹·賽爾希約維奇·濟扎（羅馬化：Bohdan Serhiiovych Ziza；1994年11月23日—），原姓阿齐佐夫（Азізов） ，乌克兰艺术家和政治活动家。在2022年5月，他在葉夫帕托里亞市行政大樓大門上泼上蓝黄色油漆，其后就被俄罗斯执法机构以涉嫌施行恐怖主义的罪名拘留並起訴，他最高可面临15年监禁。